# Sextou BB (álbum de 2023)
Sextou BB (conhecido como Sextou BB 5) é o nono álbum ao vivo da dupla sertaneja brasileira Ícaro & Gilmar, lançado em 23 de março de 2023 pela NA Records. Trata-se da quinta edição de Sextou BB, introduzida em 2019.

## Antecedentes e gravação
Em 2022, Ícaro & Gilmar estava colhendo os frutos do sucesso com o álbum Ao Vivo em Campo Grande, de onde vieram as faixas "Imperfeitos", que alcançou mais de 41 milhões de visualizações e "Centésima Chamada", com mais de 20 milhões de visualizações somente no YouTube.
No mesmo ano, gravaram um DVD na Festa do Peão de Barretos. Desse projeto, sai a releitura de "M de Mulher" (gravada anteriormente no álbum A Gente Acertou, em 2020), que, em pouco tempo, alcançou 16 milhões de visualizações no clipe extraído da gravação.

### Gravação
O quinto Sextou BB foi gravado no Passeio das Águas Shopping, em Goiânia, em 18 de dezembro de 2022, em clima de encerramento da Copa do Mundo daquele ano, no evento que era conhecido como Copa Experience. O audiovisual teve seus ingressos esgotados e contou com um público de aproximadamente 10 mil pessoas.
O álbum foi gravado com as participações especiais de Naiara Azevedo e Humberto & Ronaldo e traz o mesmo objetivo dos outros álbuns homônimos. A diferença é que esse é o primeiro álbum da série Sextou BB a contar com banda completa, enquanto os outros foram gravados apenas com voz e violão.

## Lançamento
Em 24 de março de 2023, o álbum foi disponibilizado para download digital e streaming.
Gilmar: "Esse projeto foi feito com muito carinho desde 2019, no primeiro, agora já estamos no quinto 'Sextou BB', fazendo história na música sertaneja. É um trabalho maravilhoso que a gente tem muito orgulho de fazer para vocês. Chegar lá e ver que os ingressos estavam esgotados, e que cantaríamos para mais de 10 mil pessoas, foi uma energia surreal."

## Lista de faixas
- As canções já gravadas anteriormente por Ícaro & Gilmar estão marcadas em negrito. Esse álbum não conta com nenhuma música inédita.

| N.º            | Título | Compositor(es) | Artista original                                              | Duração |  |
| 1.             | "Não Me Esquecerás"                                                                                            | Elcio di Carvalho / Júnior Pepato / Diego Silveira / Rafael Borges / Felipe Marins / Edson                                        |                                                               | 2:29    |  |
| 2.             | "Inevitável / Agora Vai / Por um Gole a Mais"                                                                  | Zé Henrique Bruno / Felipe Vinícius / Bruno / Felipe                                                                              | Bruno & Marrone                                               | 6:35    |  |
| 3.             | "Ex É Tudo Igual"                                                                                              | Alexandre Monteiro / Kauê Segundêro / Kidi Lima / Murilo Costa                                                                    |                                                               | 2:47    |  |
| 4.             | "Deus Me Livre / Adoro Amar Você / Declaração de Amor"                                                         | Alexandre / Darci Rossi / Serginho Sol Peninha / Elias Muniz Altay Veloso                                                         | Ataíde & Alexandre Daniel                                     | 6:38    |  |
| 5.             | "M de Mulher"                                                                                                  | Benicio Neto / J. Pepato / Luan / Theo                                                                                            |                                                               | 3:18    |  |
| 6.             | "Deixaria Tudo (Dejaría Todo) / Tarde Demais"                                                                  | Estefano Salgado; versão: Lucas Robles Luiz Carlos / E. Muniz                                                                     | Leonardo Raça Negra                                           | 3:30    |  |
| 7.             | "Vida Torta"                                                                                                   | Waléria Leão / Rafael Quadros / Vinni Miranda / Gustavo Martins                                                                   |                                                               | 3:05    |  |
| 8.             | "Quando Você Some / Não Precisa / Cigana"                                                                      | Victor Chaves V. Chaves Juno / Mauricio Gasperini / Rick Ferreira                                                                 | Victor & Leo Paula Fernandes Hugo Pena & Gabriel              | 5:24    |  |
| 9.             | "Dois Corações e Uma História / Felicidade, Que Saudade de Você"                                               | Carlos Randall / Danimar Paulo Henrique / César Augusto                                                                           | Zezé Di Camargo & Luciano                                     | 6:18    |  |
| 10.            | "Imperfeitos"                                                                                                  | Douglas Mello / Flavinho Tinto / Nando Marx / Philipe Pancadinha / Victor Hugo                                                    |                                                               | 6:02    |  |
| 11.            | "O Grande Amor da Minha Vida (Convite de Casamento) / Tentei Te Esquecer"                                      | Jefferson Farias / Nino Cruz Gago                                                                                                 | Gian & Giovani Cruz Gago                                      | 5:00    |  |
| 12.            | "Centésima Chamada"                                                                                            | D. Mello / F. Tinto / N. Marx / Gui Artioli / Nuto Artioli                                                                        |                                                               | 3:08    |  |
| 13.            | "Óculos Escuros"                                                                                               | E. Carvalho / J. Pepato / D. Silveira / R. Borges / F. Marins / Edson                                                             |                                                               | 3:44    |  |
| 14.            | "Volta Pra Mim / Te Quero Pra Mim (It Matters To Me) / Evidências" (part. Naiara Azevedo e Humberto & Ronaldo) | Cleberson Horsth / Ricardo Feghali Mark D. Sanders / Ed Hill; versão: Edson / Raul / Marquinhos José Augusto / Paulo Sérgio Valle | Roupa Nova Edson & Hudson Chitãozinho & Xororó                | 6:18    |  |
| 15.            | "Pode Ir Embora / Hoje Sonhei Com Você / Então Valeu"                                                          | W. Leão / Jonathan Fred Liel / Gustavo / Marco Aurélio / Valéria Costa Humberto Jr. / Diego Damasceno / Thales Lessa              | Bruno & Marrone Humberto & Ronaldo Fred & Gustavo             | 5:10    |  |
| 16.            | "Boate Azul"                                                                                                   | Benedito Seviero | Joaquim & Manuel                                              | 2:01    |  |
| 17.            | "24 Horas de Amor / Pense em Mim / Talismã"                                                                    | César / José Fortuna Douglas Maio / Zé Ribeiro / Mario Soares Michael Sullivan / Paulo Massadas                                   | Matogrosso & Mathias Leandro & Leonardo                       | 5:35    |  |
| 18.            | "Deixa / Vida Vazia / Saudade"                                                                                 | Matheus Santos Bruno / Felipe Chrystian                                                                                           | Bruno & Marrone Chrystian & Ralf                              | 5:06    |  |
| 19.            | "Que Amigo É Esse"                                                                                             | Greg Neto / Henrique Alves / Renne Fernandes / Thales Melo                                                                        |                                                               | 2:29    |  |
| 20.            | "Goiânia Me Espera / Eu Vou Contar Procêis"                                                                    | Jorge Bigair Dy Jaime / D'stefany Lima / Humberto Júnior                                                                          | Jorge & Mateus Humberto & Ronaldo                             | 2:48    |  |
| 21.            | "Amor de Primavera"                                                                                            | César Augusto / Paulino | Di Paullo & Paulino                                           | 4:20    |  |
| 22.            | "Pagode Em Brasília / Vou Toma Um Pingão / Bebo Pa Carai"                                                      | Lourival dos Santos / Teddy Vieira Léo Canhoto Rick / Pinocchio                                                                   | Tião Carreiro & Pardinho Léo Canhoto & Robertinho Gino & Geno | 4:12    |  |
| 23.            | "Desepedida"                                                                                                   | W. Leão / Thiago / Samuel |                                                               | 3:34    |  |
| Duração total: | Duração total:                                                                                                 | Duração total: | Duração total:                                                | 1:39:31 |  |